# Кейзер, Яков (гравёр)
Яков Кейзер (Keyser) — гравёр ландкарт и резчик литер.
Родом голландец.
Работал в Москве при Оружейной Палате (1710), потом при Санкт-Петербургской типографии и в качестве помощника приглашённого в 1726 году гравёра Еллингера — при Петербургской Академии наук, откуда был уволен в 1729 году.
Из его работ известны гравюры для "Марсовой книги": №20, Бомбардирования Нарвы; №21, Взятие Юрьева в 1704; №26, Крепость Рига (1710); №51, Баталия с генералом Левен-Гауптом. 